# Karl Aulitzky (Altphilologe)
Karl Franz Joseph Aulitzky (* 12. August 1891 in Wien; † 1945) war ein österreichischer Altphilologe und Gymnasiallehrer.

## Leben
Aulitzky studierte in Wien Klassische Philologie und wurde am 11. Juli 1917 bei Ludwig Radermacher mit der Arbeit Quibus ex fontibus fluxerint, quae Apsines de commiseratione praecipit promoviert. Anschließend unterrichtete er am Bundesgymnasium Wien V, wo er zum Professor ernannt wurde.
Von 1938 bis 1945 war er Direktor des Gymnasiums Fichtnergasse im Bezirk Hietzing, kommissarisch eingesetzt, in der Uniform eines Politischen Leiters. Am Ende des Krieges wurde er zum Volkssturm eingezogen, geriet in sowjetische Kriegsgefangenschaft und wurde als vermisst gemeldet.
Karl Aulitzky war mit der Philosophin Ida Demetz (1883–1960) verheiratet. Ihr gemeinsamer Sohn Herbert Aulitzky (1922–2012) war Professor für Wildbach- und Lawinenverbauung an der Universität für Bodenkultur Wien.

## Schriften (Auswahl)
- Apsines περὶ ἐλέου. In: Wiener Studien. 39, 1917, S. 26–49.
- Longinos. In: Paulys Realencyclopädie der classischen Altertumswissenschaft (RE). Band XIII,2, Stuttgart 1927, Sp. 1401–1423.